# 沖縄科学技術大学院大学の人物一覧
沖縄科学技術大学院大学の人物一覧は沖縄科学技術大学院大学に関係する人物の一覧記事。

## 著名な教職員
- 北野宏明（統合オープンシステムユニット教授（アジャンクト）[1][2]） - 解析・人工知能・生物情報学・生物学・機械学習・ロボット工学
- 佐藤矩行（マリンゲノミックスユニット教授[1][3]） - 発達生物学・進化生物学・ゲノム科学・ゲノミクス・海洋学
- スバンテ・ペーボ（ヒト進化ゲノミクスユニット教授（アジャンクト）[1][4]） - 生物情報学・生物学・進化生物学・ゲノム科学・ゲノミクス・分子生物学
- 柳田充弘（名誉教授[5]）
- 山本雅（細胞シグナルユニット教授[6][7]） - 生化学・細胞生物学・発達生物学・ゲノム科学・ゲノミクス・分子生物学